# Gunung Umsini
Gunung Umsini är ett berg i Indonesien. Det ligger i den östra delen av landet, 3 100 km öster om huvudstaden Jakarta. Toppen på Gunung Umsini är 2 508 meter över havet.
Terrängen runt Gunung Umsini är bergig åt nordost, men åt sydväst är den kuperad. Runt Gunung Umsini är det mycket glesbefolkat, med 6 invånare per kvadratkilometer. I omgivningarna runt Gunung Umsini växer i huvudsak städsegrön lövskog.